# Vipera de fâneață
Vipera de fâneață (Vipera ursinii rakosiensis) este o subspecie a viperei de stepă, pe cale de dispariție în Europa. Singurele locuri în afară de România unde mai poate fi găsită sunt Ungaria și Franța.

## Răspândire
În România, singurul loc unde poate fi găsită această subspecie este satul Pajiștile lui Suciu, județul Alba și în localitatea Bonțida, județul Cluj. Din datele colectate se poate estima că populația de vipere din zona proiectului de conservare este acum de peste 1.600 de exemplare, ceea ce reprezintă o creștere semnificativă față de începutul proiectului Salvând vipera ursinii rakosiensis în Transilvania.